# Alia carinata
Alia carinata är en snäckart som först beskrevs av Richard Brinsley Hinds 1844.  Alia carinata ingår i släktet Alia och familjen Columbellidae. Inga underarter finns listade i Catalogue of Life.